# 尼尔·布洛姆坎普
尼尔·布洛姆坎普（南非語： [ˈnil ˈblɔmkamp]，1979年9月17日—），南非电影导演、广告导演、编剧、监制及动画师。布洛姆坎普執導的電影作品包括科幻片《第九区》（2009年）、《极乐世界》（2013年），以及《成人世界》（2015年）。他常與南非演員沙托·科普利合作。2017年起，他開始投入於燕麥工作室的串流媒體製作。
《时代周刊》将布洛姆坎普列为2009年100位最有影响力的名人之一。《福布斯》杂志也把他列为21世纪最有影响力的南非名人之一。

## 生平
他生于南非约翰内斯堡，后来又加入加拿大国籍，目前定居於温哥华。

## 職業生涯
2009年，他執导的剧情长片处女作《第九区》改編自其於2006年製作的短片《Alive in Joburg》，讲述外星人和地球居民在约翰内斯堡的冲突，影射南非以前的种族隔离政策，获得第82届奥斯卡金像奖最佳电影及最佳改编剧本提名。
第二部电影《极乐世界》依然是科幻片，故事背景设在22世纪中叶，讲述贫富差距与阶层对立矛盾冲突。
繼《极乐世界》後，第三部原創科幻電影《成人世界》於2015年3月上映，不过口碑与票房都不算好。
在2015年早期，布洛姆坎普在自己的Instagram頁面上貼出了幾張《異形》的美術概念圖，透露他似乎打算執導下一部《異形》電影。2015年2月，他接受採訪時表示，他有意執導以雪歌妮·薇佛主演艾倫·雷普利的第五部《異形》電影。2015年2月18日，布洛姆坎普證實第五部《異形》電影將會是自己的下一部作品。這部電影據傳聞似乎會忽略掉《異形》第三集和第四集劇情。該項目於2015年10月被擱置，因為官方打算等雷利·史考特的《異形：聖約》處理完畢。2017年1月，布洛姆坎普在Twitter回應了粉絲關於第五部《異形》的製作前景，布洛姆坎普則表示「機會渺小」。但後來正式證實，其計劃已被取消。
2018年7月，據報導，布洛姆坎普將執導《機器戰警》（1987年）的直接續集《Robocop Returns》，同時也會忽略前者的兩部續集。但他於2019年8月宣布退出此計劃。

### 燕麥工作室
2017年起，布洛姆坎普宣布創立自己的電影製作公司燕麥工作室，並確認將會推出一系列實驗性短片和其他內容；該短片都會在YouTube上免費供人觀看，並讓用戶透過Steam來付費下載其素材和相關產品。其短片皆是由布洛姆坎普執導和編劇。

## 导演作品

### 电影
- 2009年：《第九区》（聯合編劇，導演）
- 2013年：《极乐世界》（編劇，導演）
- 2015年：《成人世界》（聯合編劇，導演）
- 2021年：《驅魔禁區》（編劇，導演）
- 2023年：《GT：跨界玩家》（導演）

### 短片
- 2004年：《Tetra Vaal》
- 2005年：《约翰内斯堡的外星人（英语：Alive in Joburg）》
- 2006年：《黄（英语：Yellow (2006 short film)）》
- 2006年：《Tempbot》
- 2007年：《最後一戰：登陸》（Landfall）
- 2016年：《生死逃離（英语：The Escape (2016 film)）》
- 2017年：《拉卡》
- 2017年：《比爾上菜：刀騙》（Cooking With Bill: Damasu 950）
- 2017年：《火力基地》（Firebase）
- 2017年：《上帝：塞倫蓋提》（God: Serengeti）
- 2017年：《比爾上菜：壽司》（Cooking With Bill: Sushi）
- 2017年：《比爾上菜：超級快素》（Cooking With Bill: PrestoVeg）
- 2017年：《比爾上菜：冰沙》（Cooking With Bill: Smoothie）
- 2017年：《受精卵》（Zygote）
- 2017年：《Praetoria》
- 2019年：《Gdansk》
- 2019年：《Anthem: Conviction》